# Lituania la Concursul Muzical Eurovision Junior
Lituania a debutat la Concursul Muzical Eurovision Junior în anul 2007.

## Rezultate
| An   | Gazda     | Artist           | Titlu                  | Poziție | Puncte |
| ---- | --------- | ---------------- | ---------------------- | ------- | ------ |
| 2007 | Rotterdam | Lina Joy         | "Kai miestas snaudžia" | 13      | 33     |
| 2008 | Limassol  | Eglė Jurgaitytė  | "Laiminga diena"       | 3       | 103    |
| 2010 | Minsk     | Bartas           | "Oki Doki"             | 6       | 67     |
| 2011 | Erevan    | Paulina Skrabytė | "Debesys"              | 10      | 53     |

## Istoria voturilor (2007-2010)
Lituania a dat cele mai multe puncte pentru ...
| Poziție | Țară    | Puncte |
| ------- | ------- | ------ |
| 1       | Georgia | 34     |
| 2       | Rusia   | 22     |
| 3       | Belarus | 19     |
| 4       | Ucraina | 17     |
| 5       | Serbia  | 12     |

Lituania a primit cele mai multe puncte de la ...
| Poziție | Țară                | Puncte |
| ------- | ------------------- | ------ |
| 1       | Georgia             | 28     |
| 2       | Serbia              | 19     |
| 3       | Rusia               | 15     |
| 4       | Belgia              | 14     |
| =       | Republica Macedonia | 14     |
| 5       | Belarus             | 13     |